# Avenida de las Corvaceiras
La avenida de las Corvaceiras es una de las principales avenidas de la ciudad española de Pontevedra. Ubicada en el noroeste del casco urbano, recorre la orilla de la ría de Pontevedra a su paso por el barrio histórico de A Moureira. Su papel como vía de circunvalación la convierte en un eje estratégico para la movilidad en la capital pontevedresa.

## Origen del nombre
El nombre de la avenida hace referencia a un antiguo oficio artesanal vinculado a la pesca que se desarrollaba alrededor del puerto de Pontevedra, similar a la banastería, dedicado a la fabricación de cestas y canastos para transportar el pescado.

## Historia
Durante los siglos XV y XVI, cuando Pontevedra era el puerto más importante y la ciudad más próspera de Galicia, esta zona era un núcleo de intensa actividad pesquera. Aquí se llevaban a cabo tanto la pesca como la fabricación de cestas y canastos esenciales para esta labor. Este oficio artesanal dejó su huella en la toponimia, dando origen al nombre Corvaceiras, que se utilizó para designar un antiguo muelle ubicado en el área. En esta época se levantó en la zona de Corvaceiras la capilla de San Roque, cerca del puerto, como símbolo de protección contra la peste que pudiera llegar de ultramar.
La calle de las Corvaceiras aparece documentada por primera vez entre 1495 y 1561, y su nombre fue preservado en los callejeros posteriores, incluso figurando en el proyecto urbano de 1854. Las calles cercanas a esta vía fueron agrupadas bajo el nombre genérico de barrio de las Corvaceiras.  En esta zona estaba la Casa de Baños de Eulogio Fonseca que inició su actividad en 1898.
Hasta principios del siglo XX, una gran parte de la actual avenida no existía todavía ya que ese espacio estaba ocupado por el mar. El litoral presentaba una forma irregular, con entrantes y salientes, y contaba en distintos puntos con muelles de piedra que servían de acceso al mar. En 1894, se impulsó la construcción del puente de la Barca, que sobrevoló la actual avenida de Corvaceiras, diseñado por Luis Acosta y Eduardo Fungueiriño. El puente se inauguró el 3 de julio de 1905, con un arco metálico de 75 metros de luz, apoyado en dos sólidos soportes de mampostería, y tres arcos a cada lado, en los que se tallaron motivos ornamentales de estilo gótico, del gusto de la época.
Con el declive del puerto de Pontevedra, comenzó una profunda transformación del litoral, marcada por los rellenos que hicieron desaparecer los antiguos muelles de ribera de A Moureira. En 1909, se aprobó el proyecto del ingeniero León Domercq Alzúa para el encauzamiento y saneamiento de la ría, con la construcción de un malecón con rampas de acceso en lo que hoy es la avenida de las Corvaceiras.  La primera fase de estos trabajos comenzó en 1910 y concluyó en 1914, e incluyó la creación de la nueva plaza del Gremio de Mareantes y la nueva dársena de Corvaceiras para el puerto.  Esta obra no solo sepultó los antiguos muelles de ribera, sino que también reconfiguró el perfil costero, dotándolo de una forma rectilínea que transformó por completo el contorno litoral. La edificación del malecón de A Moureira interrumpió la conexión directa de la Casa de Baños de Eulogio Fonseca con la ría de Pontevedra, lo que llevó al cierre de este establecimiento en 1922.
En 1933 se construyó en el muelle de Corvaceiras el edificio del Gremio de Mareantes, que funcionó como sede de la Autoridad portuaria de Marín-Pontevedra.
En mayo de 1945 se iniciaron las obras para sustituir la estructura metálica del puente de la Barca por un arco de hormigón de 72 metros de luz diseñado por Eduardo Torroja Miret. A mediados de 1947 la reforma del puente estaba prácticamente terminada; no obstante debido a dificultades económicas, las obras no finalizaron hasta 1950, quedando la obra inaugurada oficialmente el 31 de julio de 1950.
A partir de la década de 1960 se empezó la urbanización de la avenida, impulsada por el auge del desarrollismo urbanístico y muchas de las tradicionales casas de pescadores de A Moureira que la flanqueaban fueron desapareciendo. En 1970 la avenida contaba con dos carriles de circulación. En 1989 se iniciaron las obras para transformar la ribera de la ría en una avenida de cuatro carriles. Ese mismo año, el estribo de mampostería del lado sur del puente de la Barca bajo el que se encuentra la avenida de las Corvaceiras se modificó, pasando de tres arcos a uno más ancho. En la década de 1990, la mayoría de las casas de pescadores fueron reemplazadas por edificios modernos, lo que transformó la fisonomía del frente litoral. A día de hoy día perduran todavía en la avenida algunas pequeñas casas marineras restauradas. 

## Descripción

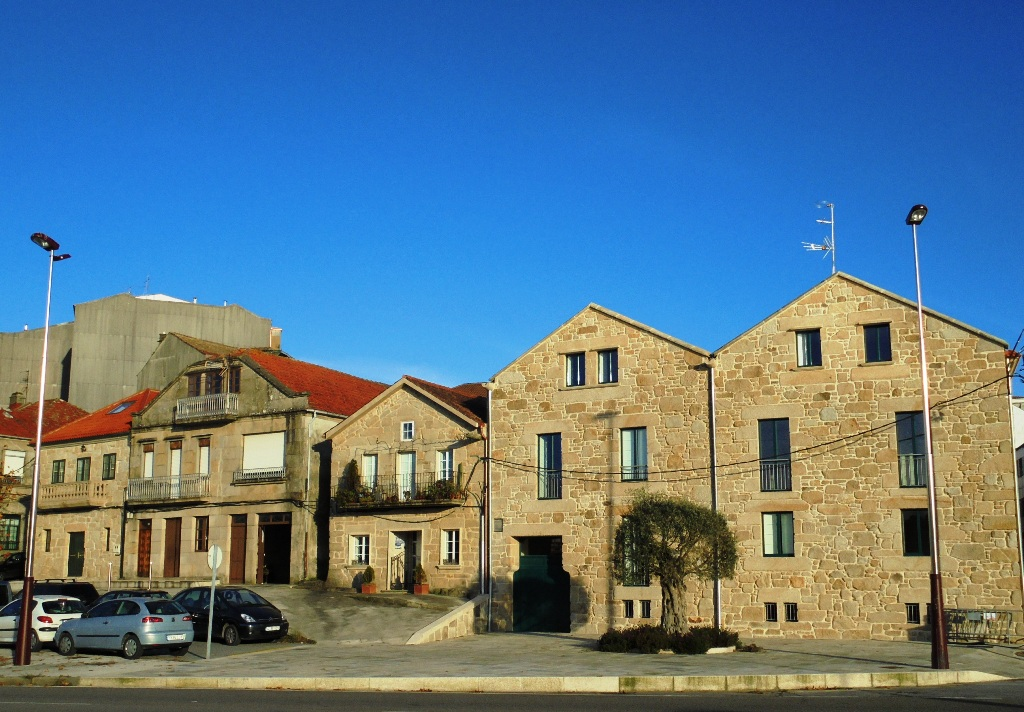
Antiguas casas marineras restauradas en la avenida.

La avenida de las Corvaceiras es una avenida llana de 630 metros de longitud que funciona como una importante vía de ronda de la capital pontevedresa a lo largo de la ría de Pontevedra. Se encuentra en el barrio de A Moureira y se extiende siguiendo la línea del litoral desde la calle de San Roque y la avenida de Marín hasta la avenida de Uruguay y la calle de la Barca en las inmediaciones del puente de la Barca.
Es una avenida que tiene una anchura media de 23 metros y que cuenta con cuatro carriles de circulación y dos rotondas en sus extremos en los entronques con las calles San Roque y La Barca. Por el lado oeste está bordeada longitudinalmente por el paseo de Orillamar y por su lado este confluyen en ella la plaza del Gremio de Mareantes y las calles Irmáns Nodales, Campo da Torre, Víctor Said Armesto, Monteleón y Fonte do Corvo.
En el extremo suroeste de la avenida, al inicio de la misma, resalta el edificio del Gremio de Mareantes, una construcción de piedra de dos plantas. Su característica más destacada es su escalera y el balcón que se proyecta sobre la fachada. Casi al final de la vía se encuentra sobrevolándola en altura el puente de la Barca. En la avenida quedan varias antiguas casas marineras restauradas.
En 1961, el escultor Alfonso Vilar Lamelas realizó en granito el Monumento a la Mujer del Emigrante, situado en la rotonda de inicio de la avenida. La mujer con  pies descalzos, se alza sobre un pedestal rústico que sugiere el vaivén de las olas. Con la mirada perdida en la ría, transmite la nostalgia y el dolor de las mujeres que se quedaron esperando a sus maridos que partieron por mar hacia tierras lejanas.
La avenida de las Corvaceiras está arbolada a lo largo de su trazado. En su lado oeste cuenta con distintas especies arbóreas a lo largo del paseo de Orillamar como los pinos piñoneros. En su lado este, en las aceras delante de las edificaciones dispone de múltiples árboles, entre los que destacan los aligustres de China, los liquidámbares, las yucas gigantes o un característico metrosidero.

## Galería de imágenes

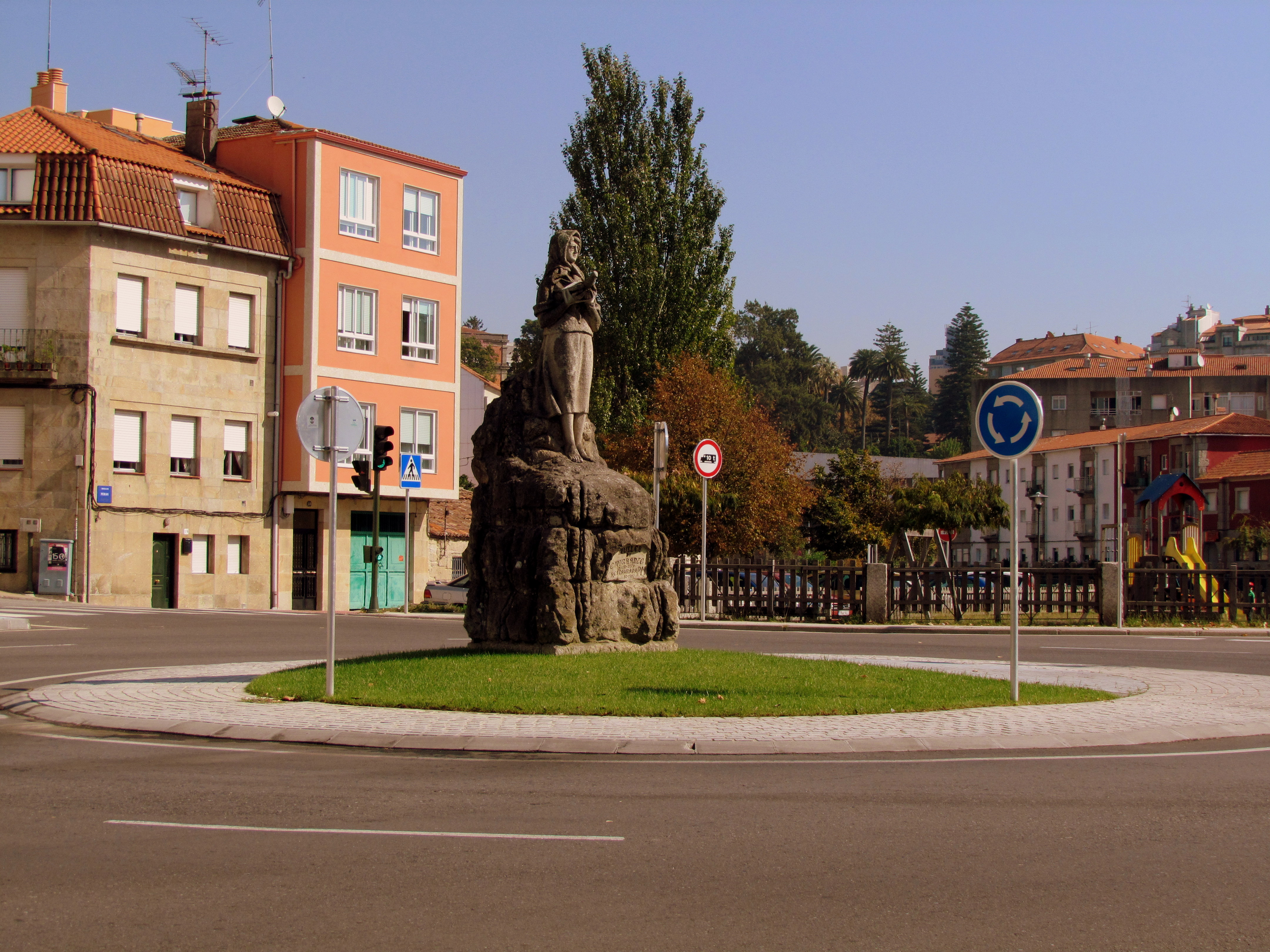
Monumento a la mujer del emigrante en la rotonda de la que parte la avenida
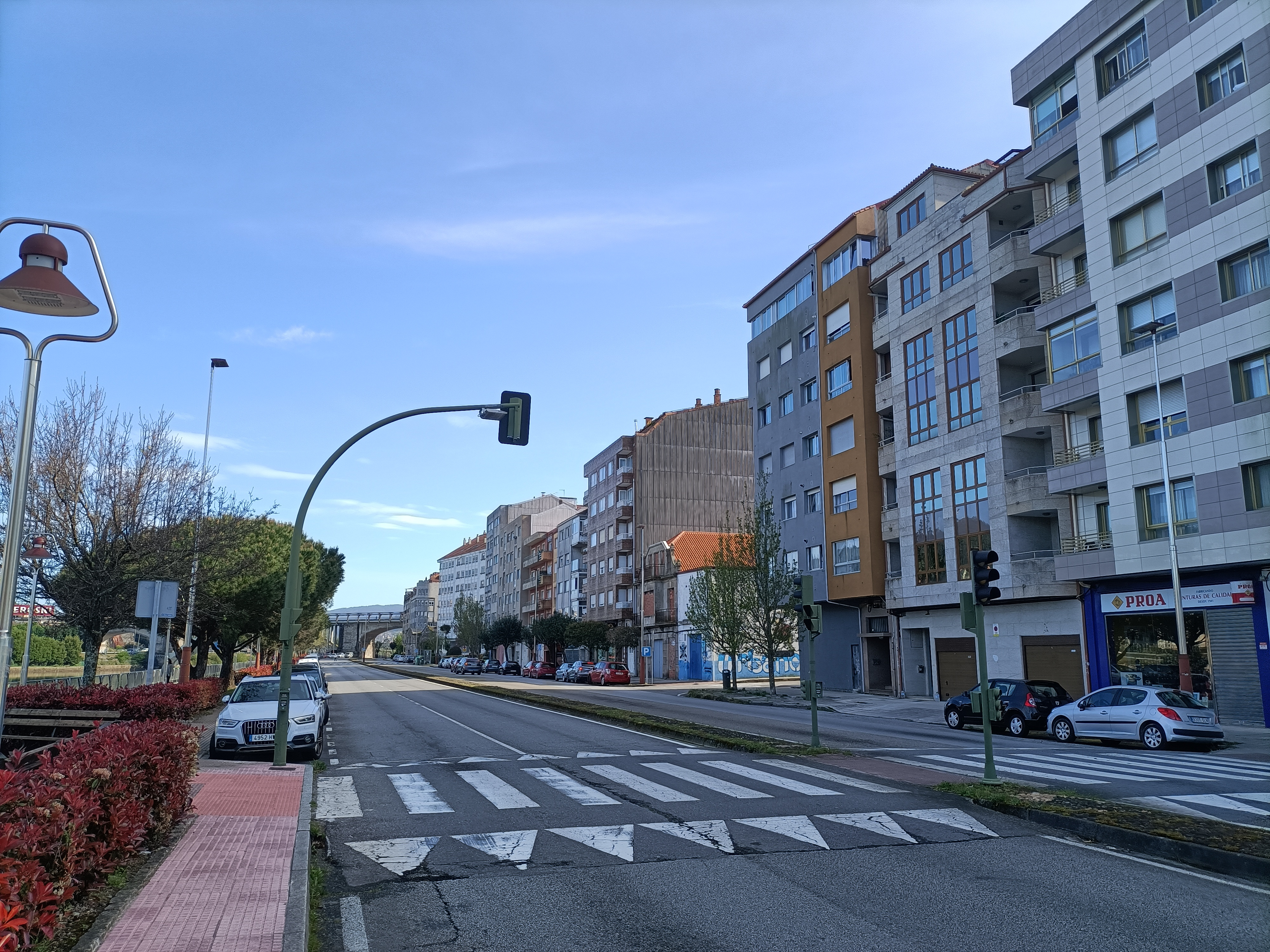
La avenida de las Corvaceiras en 2025
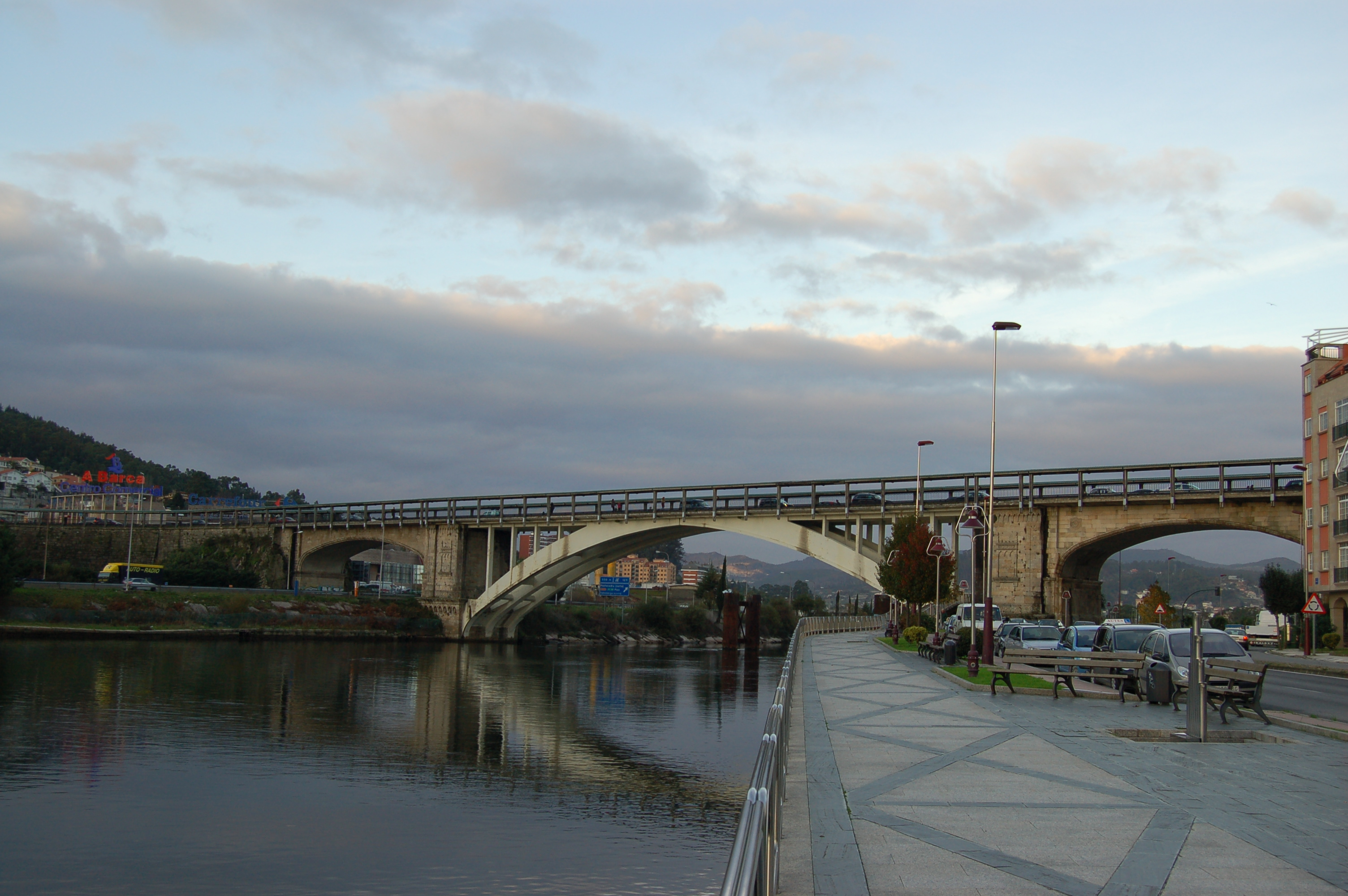
Avenida y puente de la Barca al fondo
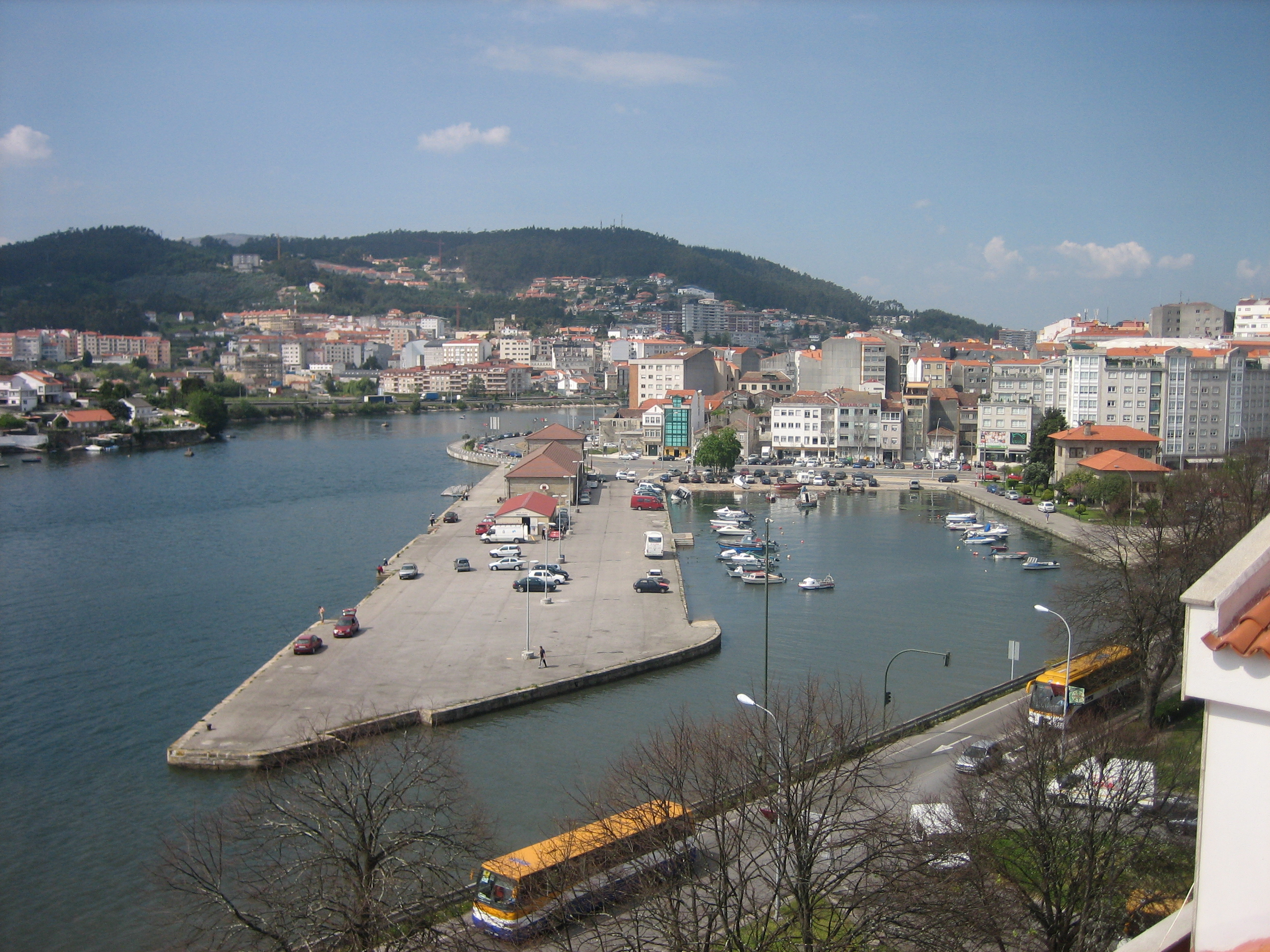
Muelle de las Corvaceiras con la avenida al fondo
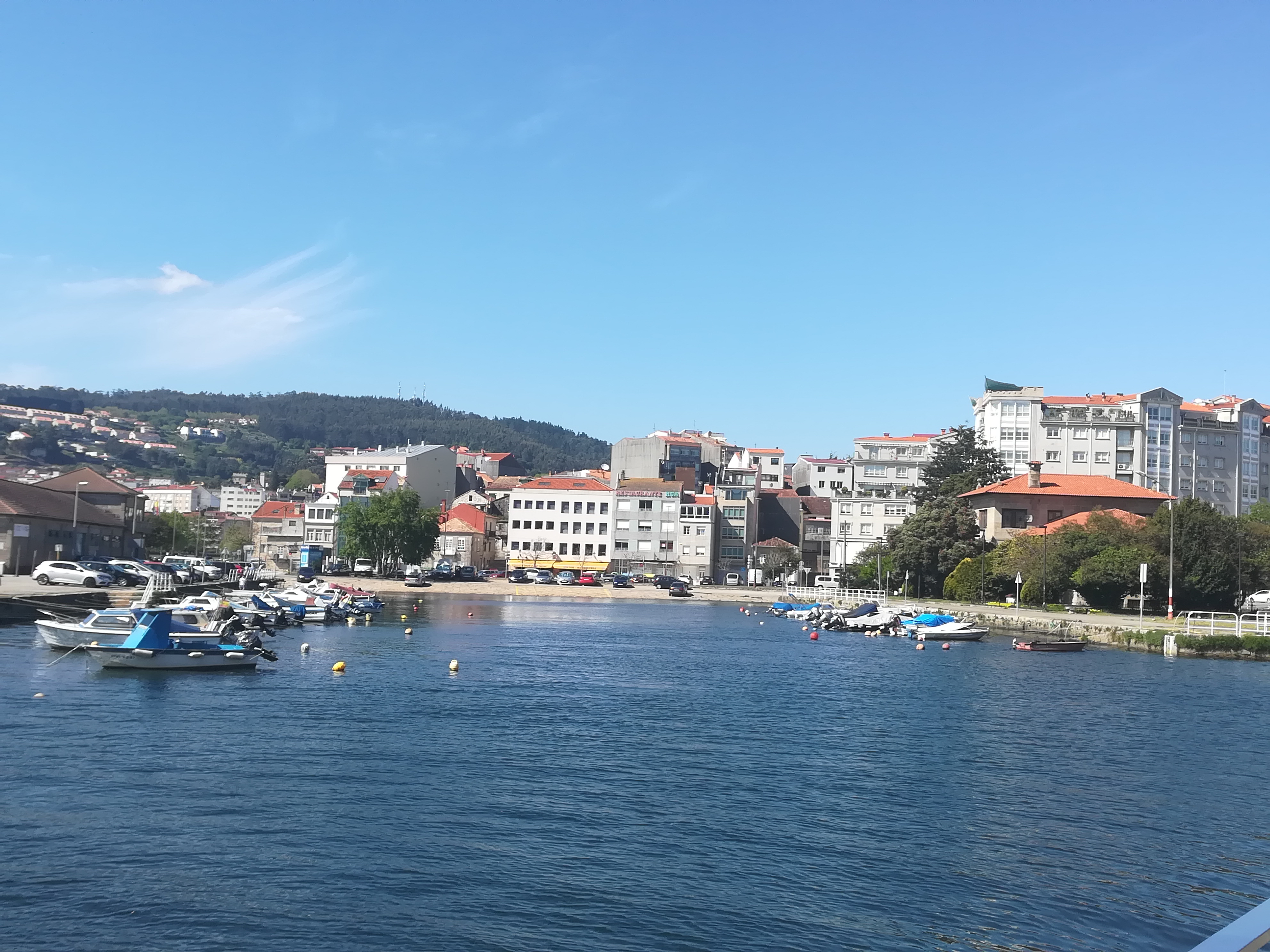
Avenida y edificio del Gremio de Mareantes a la derecha
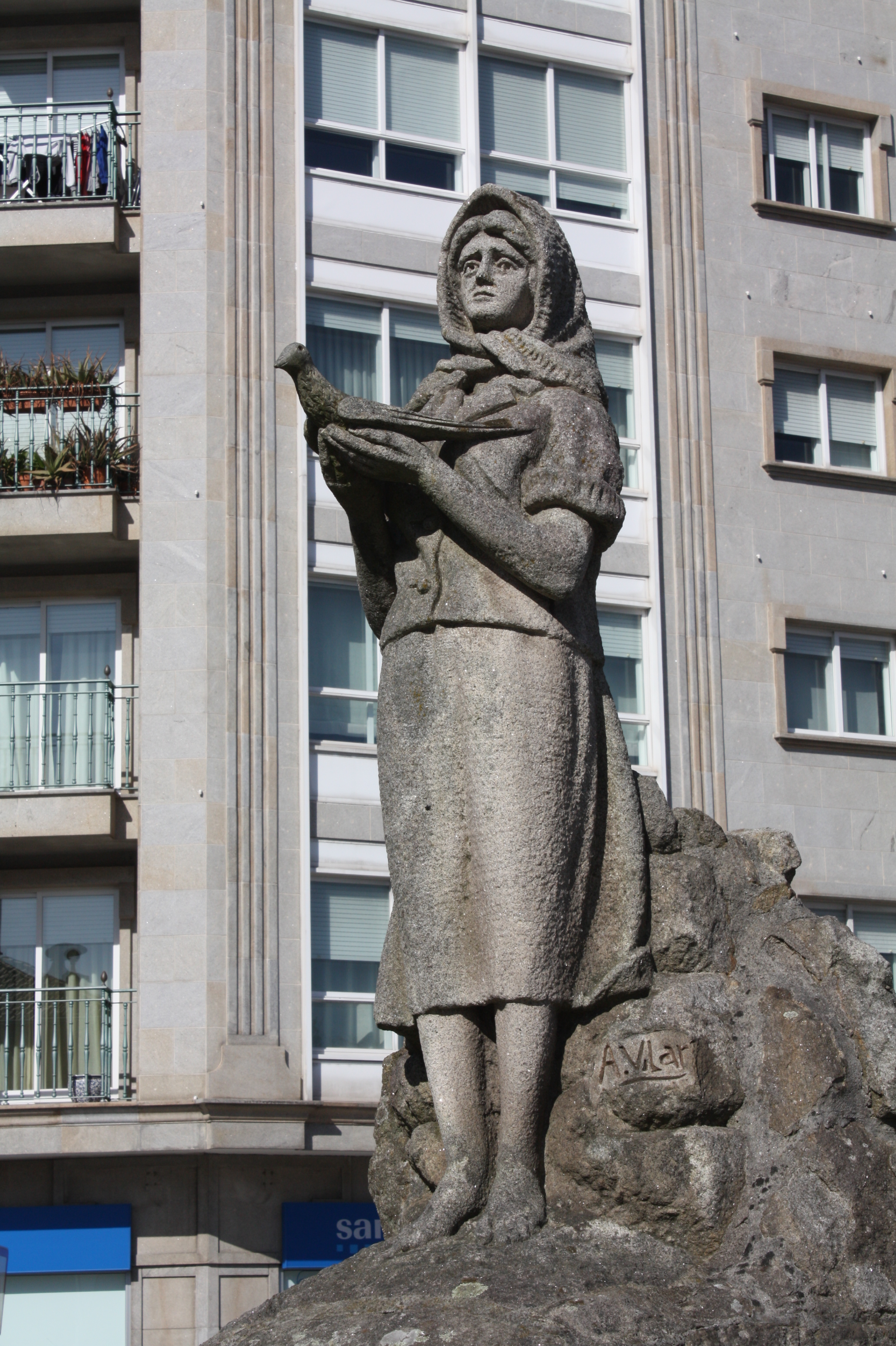
Monumento a la mujer del emigrante (1961)
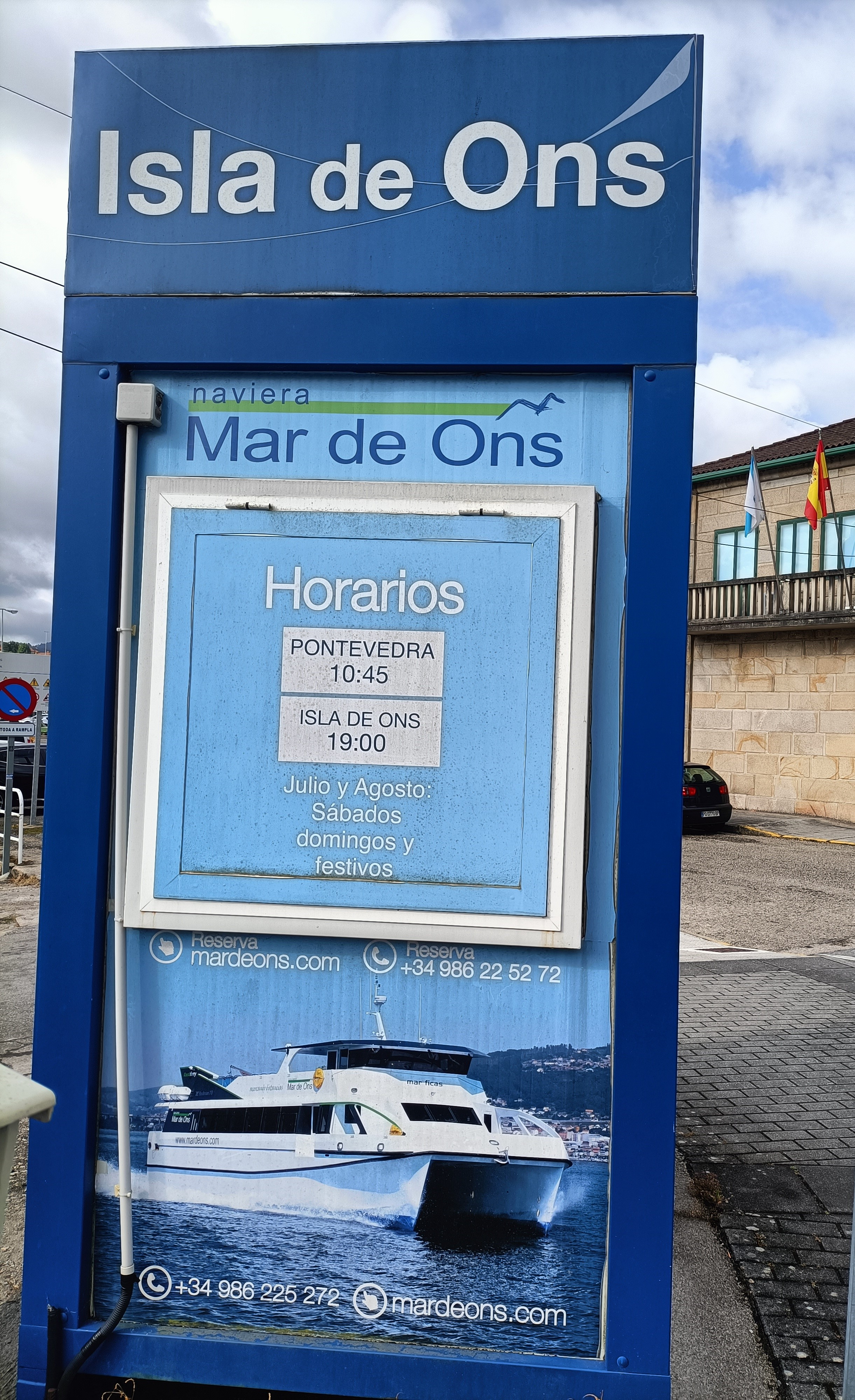
Transporte marítimo a la Isla de Ons desde el puerto de Corvaceiras
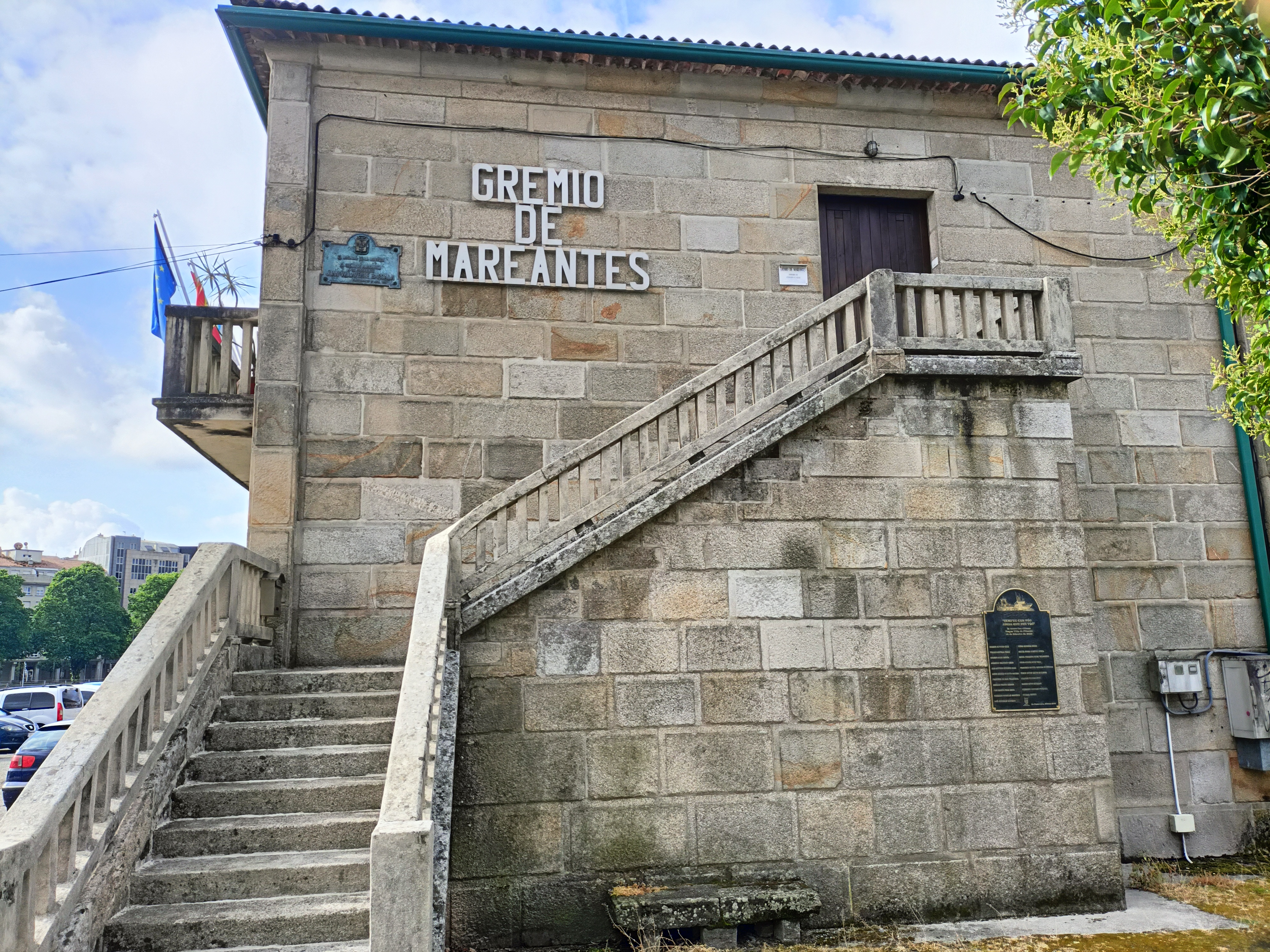
Sede del Gremio de Mareantes